# Wapen van Arcen en Velden

Het wapen van de voormalige gemeente Arcen en Velden.

Het wapen van Arcen en Velden is een combinatie van de wapens van Arcen, Velden en Hertogdom Gelre. Het gemeentewapen werd op 5 november 1889 aan de gemeente verleend. Op 24 augustus 1977 werd een nieuw gemeentewapen verleend.

## Geschiedenis

### Zegel van Arcen
Arcen kent een bewogen verleden. Tot de 13e eeuw vormde het dorp samen met Lomm en Schandelo een schepenbank binnen het Ambt Krieckenbeck. In de 15e eeuw was het deel van Gelre, in 1753 ging het behoren tot Pruisen en vanaf 1815 kwam het bij het Verenigd Koninkrijk der Nederlanden. In 1817 werd Arcen samengevoegd met Velden. Tegelijkertijd werd Lomm bij Pruisen gevoegd. Een eerste versie van het wapen werd al de 13e eeuw gevoerd door Arcen, als schepenbankzegel. Hierop is een poort afgebeeld, dat vermoedelijk een van de tolpoorten uit die tijd voorstelt. Hoewel de vesting meerdere poorten had, is het enige thans overgebleven restant van deze poorten de Schanstoren van Arcen.
Het oudst bewaard gebleven zegel stamt uit 1420. Dit zegel werd gebruikt tot 1670. Als randschrift vermeldt het zegel SIG[ILLUM] SCABINORUM DE ARSEN (zegel van de schepenen van Arcen). Een ander zegel werd gebruikt tussen 1724 en 1797. Hier vermeldt het randschrift SIGILLUM SCABINATUS ARCENSIS (zegel van het schependom Arcen).

### Zegel van Velden
Velden wordt voor het eerste genoemd in 1144, net als Arcen als onderdeel van Ambt Krieckenbeck.. De heerschappij over Velden werd destijds verdeeld over de heren van Arcen en van Grubbenvorst.
Tot op heden zijn van het dorp een drietal zegels bekend. Het eerste bestaat uit een eikentak met vijf blaadjes en twee eikels, en de oudste afdruk stamt uit 1460. Als randschrift wordt de tekst SCEPE[N] VAN VELD[E]NN vermeld. Het tweede geeft een andreaskruis weer, die waarschijnlijk de patroonheilige van het dorp symboliseert, en twee takken. Het werd gebruikt tussen 1492 en 1763. De tekst is nog slechts gedeeltelijk leesbaar en verluidt (...)IN VELD(...). Het derde zegel is vrijwel hetzelfde als dat van Arcen. Alleen het randschrift verschilt met dat van Arcen, en verluidt S[EGEL] WI GEMEIN SCEPPEN V[AN] V[EL]D[EN].

### Het wapenschild

Oude wapen

Op het oude wapenschild uit 1889 is de poort centraal gepositioneerd. Daarnaast is Velden in het schild vertegenwoordigd door korenaren. Beneden in het midden een bijschild dat het wapen van Gelre tussen 1543 en 1799 voorstelt. De aanleiding voor het implementeren van dit wapen is de Gelderse inlijving van beide dorpen in de 15e eeuw. Voor die tijd werd als bijschild het wapen van Graafschap Buren gevoerd. Eind 14e eeuw verwierf Otto van Buren namelijk Arcen.
In 1977 werd besloten een nieuw gemeentewapen te ontwerpen, aangezien Velden nauwelijks herkenbaar in het oude wapenschild voorkwam. De korenaren kwamen niet meer terug in het nieuwe wapen. Daarvoor in de plaats werd een eikentak afgebeeld met vijf bladeren en twee eikels. Volgens de toenmalige gemeentearchivaris van Venlo voert dit ontwerp terug tot 25 januari 1460. Het wapen van Gelre kwam wel terug in het nieuwe ontwerp.

### Wapenspreuk
In 1951 kreeg Arcen en Velden een nieuw gemeentehuis, ontworpen door Alexander Kropholler. Voor dit gemeentehuis ontwierp Kropholler eveneens het meubilair. In het trappenhuis is het originele wapen, uit 1889, aangebracht. Het wapen uit 1977 heeft een plaats gekregen als glas-in-loodraam. Boven de toegangsdeur is een wapenspreuk aangebracht met de tekst ALLE DINC SINEN TIDT (alles op zijn tijd). Dit is opmerkelijk te noemen, aangezien nergens in de archieven deze spreuk wordt teruggevonden. Het is dan ook niet geheel duidelijk of het hier een officiële wapenspreuk betreft, of dat het een idee van de architect was.

## Blazoen

### Wapen van 1889
Dit gemeentewapen werd op 5 november 1889 officieel door de Hoge Raad van Adel met de volgende heraldische terminologie bevestigd:
"Een veld van sinopel, bezaaid met korenaren van goud (als zinspeling op den naam van het dorp Velden) en beladen met eene gotische poort met twee zijtorens van goud, op elken torentrans een vaandel, doorsneden van goud en azuur, met gouden steel en knop; voor de poort een gedeeld schild, rechts in azuur een linksgewende gekroonde en van keel getongde leeuw van goud met dubbelen staart, links in goud een rechtsgewende van keel getongde en geklauwde leeuw van sabel (het wapen van Gelre en Gulik); het geheel omgeven door het randschrift ""Gemeentebestuur van Arcen en Velden"".."

### Wapen van 1977
Zoals gezegd werd in 1977 een nieuw gemeentewapen ontworpen. Dit ontwerp werd bij Koninklijk Besluit van 24 augustus 1977 goedgekeurd. De tekst daarin bestaat uit de volgende heraldische terminologie:
"Gedeeld : I in sinopel een gekanteelde poort van goud, bestaande uit een middengedeelte en 2 zijtorens, alle gedekt met in bollen uitlopende puntdaken en ter weerszijden van het poortdak een vlaggemast van goud, waaraan een naar rechts waaiende vierkante vlag, volgens de broekingsdiagonaal geschuind van goud en azuur, II in goud een paalsgewijs geplaatste eikentak met 5 bladeren en 2 eikels van sinopel; in de schildpunt een gedeeld bijschild : a in azuur een gekroonde dubbelstaartige omgewende leeuw van goud, getongd en genageld van keel, b in goud een leeuw van sabel, getongd en genageld van keel. Het schild gedekt door een gouden kroon van 3 bladeren en 2 parels."
Het schildje dat in het eerste wapen deel uitmaakte van de burcht is nu als hartschild op de schildpunt geplaatst. Normaal zou een hartschild zich in het centrum bevinden, in dit geval werd de plaatsing van het schildje in de schildpunt uitgevoerd.

## Verwant wapen

Het wapen van het Hertogdom Gelre dat in het wapen van Arcen en Velden is afgebeeld.